# Куранбаев, Учкун Умирбекович
Учкун Умирбекович Куранбаев (узб. Uchkun Umirbekovich Kuranbayev; род. 18 июля 1996 года, Узбекистан) ― узбекский дзюдоист-паралимпиец, выступающий в весовой категории до 66 кг. В 2021 году на XVI Летних Паралимпийских играх выиграл золотую медаль. Победитель и призёр этапов Гран-при по дзюдо, победитель этапа Кубка мира.

## Карьера
В 2012 году на молодёжном чемпионате страны в Самарканде выиграл первое место в весовой категории до 46 кг. В следующем году на этапе Мирового тура по дзюдо среди молодёжи в Антальи (Турция) завоевал бронзовую медаль.
В 2019 году на этапе Гран-при по дзюдо для слепых и слабовидящих в Ташкенте в весовой категории до 66 кг в финале одержал победу над азербайджанским дзюдоистом Намиг Абаслы. В 2020 году на этапе Кубка мира по дзюдо в Тбилиси (Грузия) в своей весовой категории выиграл золотую медаль, победив в финале грузинского спортсмена Гиорги Калдани.
В 2021 году на этапе Гран-при по дзюдо среди слепых и слабовидящих в Баку (Азербайджан) выиграл бронзовую медаль в своей весовой категории. На этапе Гран-при в городе Уорик (Великобритания) в весовой категории до 66 кг завоевал золотую медаль, победив в финале испанского дзюдоиста Серхио Ибанеса. На Летних Паралимпийских играх в Токио (Япония) в своей весовой категории в финале снова выиграл испанского дзюдоиста Серхио Ибанеса и таким образом стал олимпийским чемпионом игр. В этом же году президент Узбекистана Шавкат Мирзиёев присвоил Учкуну почетное звание «Узбекистон ифтихори» («Гордость Узбекистана»).
На летних Паралимпийских играх 2024 в Париже соревновался в весовой категории до 73 кг (класс J2). В 1/8 финала победил немецкого спортсмена Николая Корнхасса, в четвертьфинале — француза Натана Пети. В полуфинале уступил грузину Гиорги Калдани. В матче за третье место победил южнокорейского дзюдоиста Ким Донхуна и завоевал «бронзу» Паралимпиады-2024.